# Hoa hậu Hòa bình Việt Nam
Hoa hậu Hòa bình Việt Nam (tiếng Anh: Miss Grand Vietnam) là một cuộc thi sắc đẹp cấp quốc gia của Việt Nam, do Công ty Trách nhiệm Hữu hạn Quảng cáo Thương mại Sen Vàng nắm giữ bản quyền và ủy quyền cho Công ty Cổ phần Quảng cáo Thương mại Sen Vàng (Sen Vàng Entertainment) tổ chức. Cuộc thi lần đầu tiên được diễn ra vào năm 2022.
Đương kim Hoa hậu Hòa bình Việt Nam là Võ Lê Quế Anh đến từ Quảng Nam, cô đăng quang vào ngày 3 tháng 8 năm 2024 và được trao vương miện bởi người tiền nhiệm của mình, Hoa hậu Hòa bình Việt Nam 2023 Lê Hoàng Phương.
Đại diện Việt Nam có thành tích cao nhất tại Hoa hậu Hòa bình Quốc tế là Nguyễn Thúc Thùy Tiên, khi cô đã đăng quang với danh hiệu Hoa hậu Hòa bình Quốc tế 2021.

## Lịch sử
Đại diện quốc gia tại cuộc thi Hoa hậu Hòa bình Quốc tế từ năm 2013 đến 2014, là do các thí sinh tự tham gia bằng tiền mua bản quyền cá nhân và được ban tổ chức cuộc thi sở tại gửi giấy mời tham gia. Từ năm 2015 đến 2017, quyền cử đại diện thuộc về Công ty Elite. Đại diện tại cuộc thi là Á khôi của cuộc thi Hoa khôi Áo dài Việt Nam và từ các cuộc thi khác trong nước. Từ năm 2018 đến 2021, Công ty TNHH Quảng cáo Thương mại Sen Vàng nắm giữ bản quyền và chỉ định đại diện dự thi là các Á hậu từ hai cuộc thi Hoa hậu Việt Nam và Hoa hậu Thế giới Việt Nam. Và bắt đầu từ năm 2022 đến nay, Công ty Cổ phần Quảng cáo Thương mại Sen Vàng đã tổ chức một cuộc thi quốc gia là Hoa hậu Hòa bình Việt Nam.

## Danh sách Hoa hậu và Á hậu
| Năm  | Hoa hậu Hòa bình Việt Nam   | Á hậu                            | Á hậu                                  | Á hậu                            | Á hậu                                     | Địa điểm tổ chức                                            | Thí sinh |
| Năm  | Hoa hậu Hòa bình Việt Nam   | Á hậu 1                          | Á hậu 2                                | Á hậu 3                          | Á hậu 4                                   | Địa điểm tổ chức                                            | Thí sinh |
| ---- | --------------------------- | -------------------------------- | -------------------------------------- | -------------------------------- | ----------------------------------------- | ----------------------------------------------------------- | -------- |
| 2022 | Đoàn Thiên Ân (Long An)     | Chế Nguyễn Quỳnh Châu (Lâm Đồng) | Trần Tuyết Như (Thành phố Hồ Chí Minh) | Trần Nguyên Minh Thư (Quảng Trị) | Ngô Thị Quỳnh Mai (Thành phố Hồ Chí Minh) | Nhà thi đấu Phú Thọ, Quận 11, Thành phố Hồ Chí Minh         | 55       |
| 2023 | Lê Hoàng Phương (Khánh Hòa) | Bùi Khánh Linh (Bắc Giang)       | Trương Quí Minh Nhàn (Thừa Thiên Huế)  | Lê Thị Hồng Hạnh (Thái Bình)     | Đặng Hoàng Tâm Như (Thừa Thiên Huế)       | Nhà thi đấu Phú Thọ, Quận 11, Thành phố Hồ Chí Minh         | 48       |
| 2024 | Võ Lê Quế Anh (Đà Nẵng)     | Lê Phan Hạnh Nguyên (Đồng Tháp)  | Vũ Thị Thu Hiền (Hà Nội)               | Lâm Thị Bích Tuyền (An Giang)    | Phạm Thị Ánh Vương (Bình Thuận)           | Quảng trường Bikini Beach, NovaWorld Phan Thiết, Bình Thuận | 40       |
| 2025 |                             |                                  |                                        |                                  |                                           | Thành phố Hồ Chí Minh                                       |          |

### Số lần chiến thắng
| Tỉnh/Thành phố | Số lượng | Năm đăng quang |
| Tây Ninh       | 1        | 2022           |
| Khánh Hòa      | 1        | 2023           |
| Đà Nẵng        | 1        | 2024           |

### Số lần Á hậu
| Tỉnh/Thành phố        | Số lượng | Năm đăng quang |
| Lâm Đồng              | 2        | 2022, 2024     |
| Thành phố Hồ Chí Minh | 2        | 2022           |
| Huế                   | 2        | 2023           |
| Quảng Trị             | 1        | 2022           |
| Bắc Ninh              | 1        | 2023           |
| Hưng Yên              | 1        | 2023           |
| Đồng Tháp             | 1        | 2024           |
| Hà Nội                | 1        | 2024           |
| An Giang              | 1        | 2024           |

1. ↑  Kể từ ngày 12 tháng 6 năm 2025, tỉnh Long An trở thành một phần của tỉnh Tây Ninh.
2. ↑  Kể từ ngày 12 tháng 6 năm 2025, tỉnh Quảng Nam trở thành một phần của thành phố Đà Nẵng.
3. ↑  Kể từ ngày 12 tháng 6 năm 2025, tỉnh Bình Thuận trở thành một phần của tỉnh Lâm Đồng.
4. ↑  Kể từ ngày 12 tháng 6 năm 2025, tỉnh Bắc Giang trở thành một phần của tỉnh Bắc Ninh.
5. ↑  Kể từ ngày 12 tháng 6 năm 2025, tỉnh Thái Bình trở thành một phần của tỉnh Hưng Yên.

## Bộ sưu tập ảnh các Hoa hậu

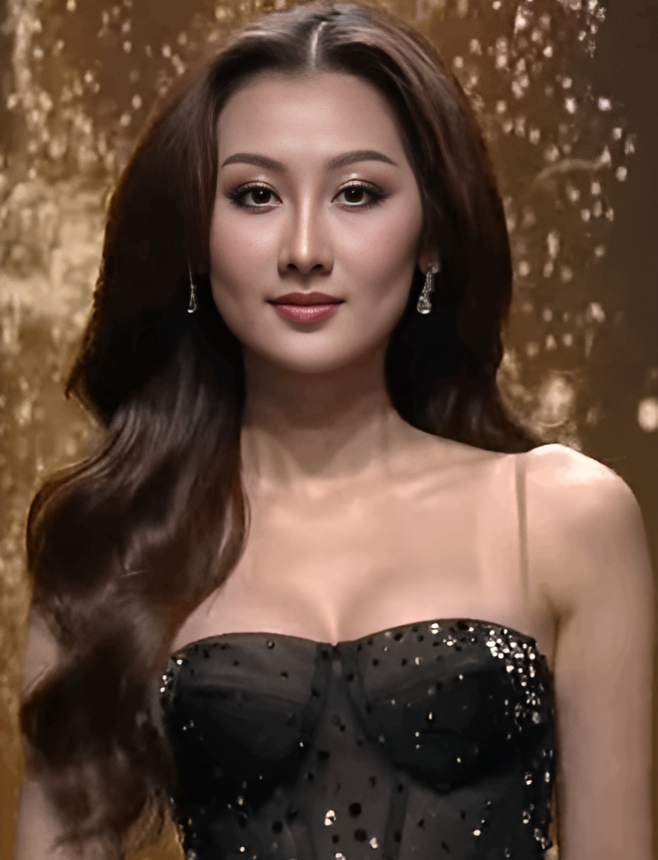
Hoa hậu Hòa bình Việt Nam 2024 Võ Lê Quế Anh, Quảng Nam
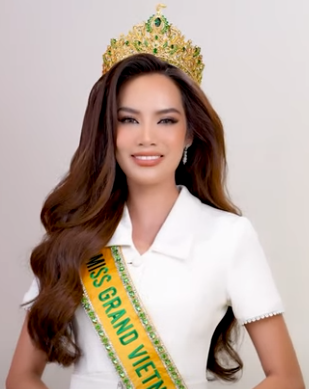
Hoa hậu Hòa bình Việt Nam 2023 Lê Hoàng Phương, Khánh Hòa
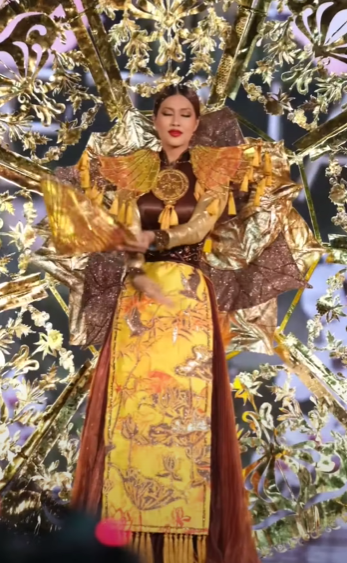
Hoa hậu Hòa bình Việt Nam 2022 Đoàn Thiên Ân, Long An

## Đại diện Việt Nam tham dự cuộc thi Hoa hậu Hòa bình Quốc tế
Ghi chú
- : Dành chiến thắng
- : Á hậu
- : Đạt Top
- : Chiến thắng giải thưởng phụ

| Năm  | Tên                   | Quê quán              | Danh hiệu quốc gia              | Thứ hạng                      | Giải thưởng đặc biệt |
| ---- | --------------------- | --------------------- | ------------------------------- | ----------------------------- | --- |
| 2013 | Nguyễn Thị Bích Khanh | Tây Ninh              | Miss Ngôi Sao 2012              | Không đạt giải                | |
| 2014 | Cao Thùy Linh         | Thành phố Hồ Chí Minh | Không                           | Không đạt giải                | 1 - - Trang phục dân tộc đẹp nhất |
| 2015 | Nguyễn Thị Lệ Quyên   | Bạc Liêu              | Á khôi Áo dài Việt Nam 2014     | Không đạt giải                | |
| 2016 | Nguyễn Thị Loan       | Thái Bình             | Á hậu Các dân tộc Việt Nam 2013 | Top 20                        | 1 - - Top 10 Trang phục dân tộc đẹp nhất |
| 2017 | Nguyễn Trần Huyền My  | Hà Nội                | Á hậu Việt Nam 2014             | Top 10                        | 5 - - Miss Healthy & Beauty by Dr. Thanh (Sponsor) - Top 3 - The Front Row of Opening Dance - Top 5 - Official Portraits - Top 10 Trang phục dân tộc đẹp nhất - Top 10 Trình diễn áo tắm đẹp nhất |
| 2018 | Bùi Phương Nga        | Hà Nội                | Á hậu Việt Nam 2018             | Top 10                        | 4 - - Người đẹp Khán giả bình chọn - Top 3 Ảnh chân dung được thích và chia sẻ nhiều nhất - Top 5 Thí sinh thu hút nhất vòng thi sơ bộ - Top 12 Trang phục dân tộc đẹp nhất                       |
| 2019 | Nguyễn Hà Kiều Loan   | Quảng Nam             | Á hậu Thế giới Việt Nam 2019    | Top 10                        | 5 - - Người đẹp Khán giả bình chọn - Top 10 Trang phục dân tộc đẹp nhất - Top 10 Trình diễn áo tắm đẹp nhất - Top 10 Pre-Arrival - Top 20 for Historic Crowns Fashion Show Gala!                  |
| 2020 | Nguyễn Lê Ngọc Thảo   | Thành phố Hồ Chí Minh | Á hậu Việt Nam 2020             | Top 20                        | 4 - - Top 6 Trang phục dân tộc đẹp nhất - Top 20 Trình diễn áo tắm đẹp nhất - Top 15 Hiểu về bạn trong 1 phút - Top 20 Trải nghiệm ẩm thực Thái Lan trong 2 phút                                  |
| 2021 | Nguyễn Thúc Thùy Tiên | Thành phố Hồ Chí Minh | Á khôi Nam Bộ 2017              | Hoa hậu Hòa bình Quốc tế 2021 | 4 - - Top 5 Before Arrival - Top 12 Lottery Prizes Event - Trình diễn áo tắm đẹp nhất do khán giả bình chọn - Top 10 Trang phục truyền thống do khán giả bình chọn                                |
| 2022 | Đoàn Thiên Ân         | Long An               | Hoa hậu Hòa bình Việt Nam 2022  | Top 20                        | 4 - - Top 10 Before Arrival - Trình diễn trang phục dân tộc đẹp nhất do khán giả bình chọn - Country's Power of The Year - Top 10 trình diễn áo tắm đẹp nhất do khán giả bình chọn                |
| 2023 | Lê Hoàng Phương       | Khánh Hòa             | Hoa hậu Hòa bình Việt Nam 2023  | Á hậu 4                       | 4 - - Top 5 Before Arrival - Trang phục dân tộc đẹp nhất - Top 18 Grand Voice Award - Top 10 trình diễn áo tắm đẹp nhất                                                                           |
| 2024 | Võ Lê Quế Anh         | Quảng Nam             | Hoa hậu Hòa bình Việt Nam 2024  | Không đạt giải                | 5 - - Top 10 Pre-Arrival - Top 15 Grand Voice Award - Top 20 Trình diễn áo tắm đẹp nhất - Top 16 Country's Power of the Year - Top 10 Trang phục dân tộc đẹp nhất                                 |
| 2025 |                       |                       | Hoa hậu Hòa bình Việt Nam 2025  |                               | |

## Dự thi quốc tế
| Cuộc thi                                   | Đại diện               | Danh hiệu                    | Thứ hạng                              | Giải thưởng đặc biệt |
| ------------------------------------------ | ---------------------- | ---------------------------- | ------------------------------------- | --- |
| Asia's Next Top Model 2016                 | Ngô Thị Quỳnh Mai      | Á hậu 4 (2022)               | Top 12                                | Không |
| Miss China-Asean Etiquette 2017            | Trần Tuyết Như         | Á hậu 2 (2022)               | 1st Runner-up                         | Không |
| Miss Model of the World 2017               | Đỗ Trịnh Quỳnh Như     | Top 15 (2022)                | Không đạt giải                        | Không |
| Miss Vietnam World France 2019             | Trần Vũ Hương Trà      | Top 50 (2022)                | Miss Vietnam World France             | Miss Sea Queen Best Evening Gown |
| Miss Grand International 2022              | Đoàn Thiên Ân          | Hoa hậu (2022)               | Top 20                                | Top 10 Before Arrival Best National Costume Country's Power of The Year Top 10 Best in Swimsuit                                     |
| Miss Eco International 2024                | Hoàng Thị Kim Chi      | Top 50 (2022)                | Không đạt giải                        | Top 10 Best Evening Gown Top 20 Best National Costume                                                                               |
| Miss China-Asean Etiquette 2018            | Nguyễn Ngọc Thanh Ngân | Top 44 (2023)                | Top 10                                | Không |
| Miss KBJ Ratu Kabeya International 2022    | Nguyễn Vĩnh Hà Phương  | Top 10 (2023) Top 20 (2024)  | 4th Runner-up                         | Miss Social Influencer Kebaya Asian Ambassador                                                                                      |
| World Miss University 2022                 | Nguyễn Vĩnh Hà Phương  | Top 10 (2023) Top 20 (2024)  | Top 20                                | Miss Netizen |
| Miss Grand International 2023              | Lê Hoàng Phương        | Hoa hậu (2023)               | 4th Runner-up                         | Top 5 Before Arrival Best National Costume Top 2 Country's Power of The Year Top 18 Grand Voice Award Top 10 Best in Swimsuit       |
| Miss Asia Pacific International 2024       | Phạm Thị Ánh Vương     | Top 15 (2023) Á hậu 4 (2024) | Top 10                                | Best in National Costume |
| Miss Intercontinental 2024                 | Bùi Khánh Linh         | Á hậu 1 (2023)               | 3rd Runner-up                         | Miss Intercontinental Asia & Oceania                                                                                                |
| Miss Grand International 2024              | Võ Lê Quế Anh          | Hoa hậu (2024)               | Không đạt giải                        | Top 10 Pre-Arrival Top 15 Grand Voice Award Top 20 Best in Swimsuit Top 16 Country's Power of the Year Top 10 Best National Costume |
| Miss Culture Friendship International 2025 | Dương Thị Thanh Thảo   | Top 36 (2024)                | Miss Culture Friendship International | Miss Talent |
| Miss Earth 2025                            | Trịnh Mỹ Anh           | Top 36 (2024)                | TBA                                   | TBA |